# ふるさと百餅祭り
いわみざわ百餅祭り（いわみざわひゃっぺいまつり）は北海道岩見沢市で毎年秋に開催されている祭り。同市の観光協会によって「岩見沢の五大まつり」の一つとして位置付けられている。

## 概要
1983年より商店街の活性化を目的に発足。岩見沢市の若い力と未来を象徴するとともに、五穀豊穣・商売繁盛・長寿・岩見沢市の発展を祈願する。岩見沢特産の米を特大の臼（直径2.1m・重量4t）と杵（重量200kg）でつき、餅の量は1回あたり60kg、3日間の合計で420kgにも及ぶ。つかれた餅は約1200食のお汁粉にされ、来場者に無料で振る舞われている。
この祭りのメインとなる大臼餅つきは、木塊状の杵をロープと櫓に取り付けた滑車で吊り上げて約5mの高さから落下させるもので「ヨイトマケ方式」と呼ばれる。杵を吊り上げる際は来場者も加えた約200人もの力が必要となる。臼は数年ごとに世代交代が行われており、現在使用されている臼は7代目。
「百餅」の名は岩見沢市開基100年を記念に開催された事、開催日が敬老の日で100歳まで生きる長寿の願いが込められた事に由来する。
歴史は浅いものの、第12回ふるさとイベント大賞で優秀賞（財団法人地域活性化センター会長表彰）を受賞するなど個性的な祭りとして評価を得ている。
来場者数は概ね15～20万人前後で、過去最高は2014年の約251,500人。地元の野菜の販売や飲食店の屋台が並ぶイベント「いわみざわ情熱フェスティバル」（会場：岩見沢駅東広場）と日程の重複する2・3日目に来場者が偏り、初日は人出が少なくなる傾向にある。

## 主な開催内容
- 大臼餅つき
- 百餅神輿渡御
- 百餅長寿お祝い餅まき
- 子供縁日
- チビッコ百うす餅つき
- その他に飲食・物販屋台、大道芸、ミニライブなど

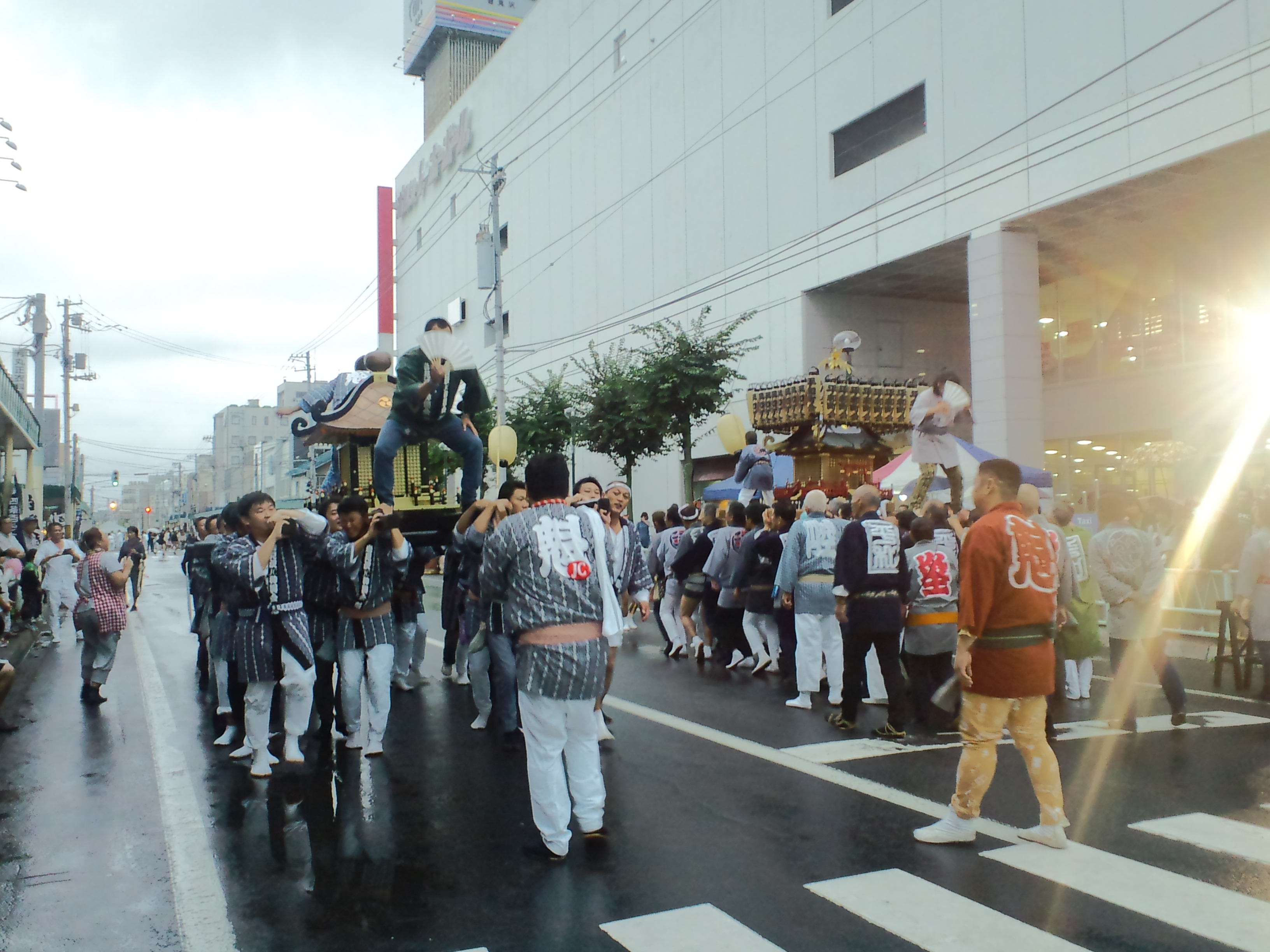
百餅神輿渡御
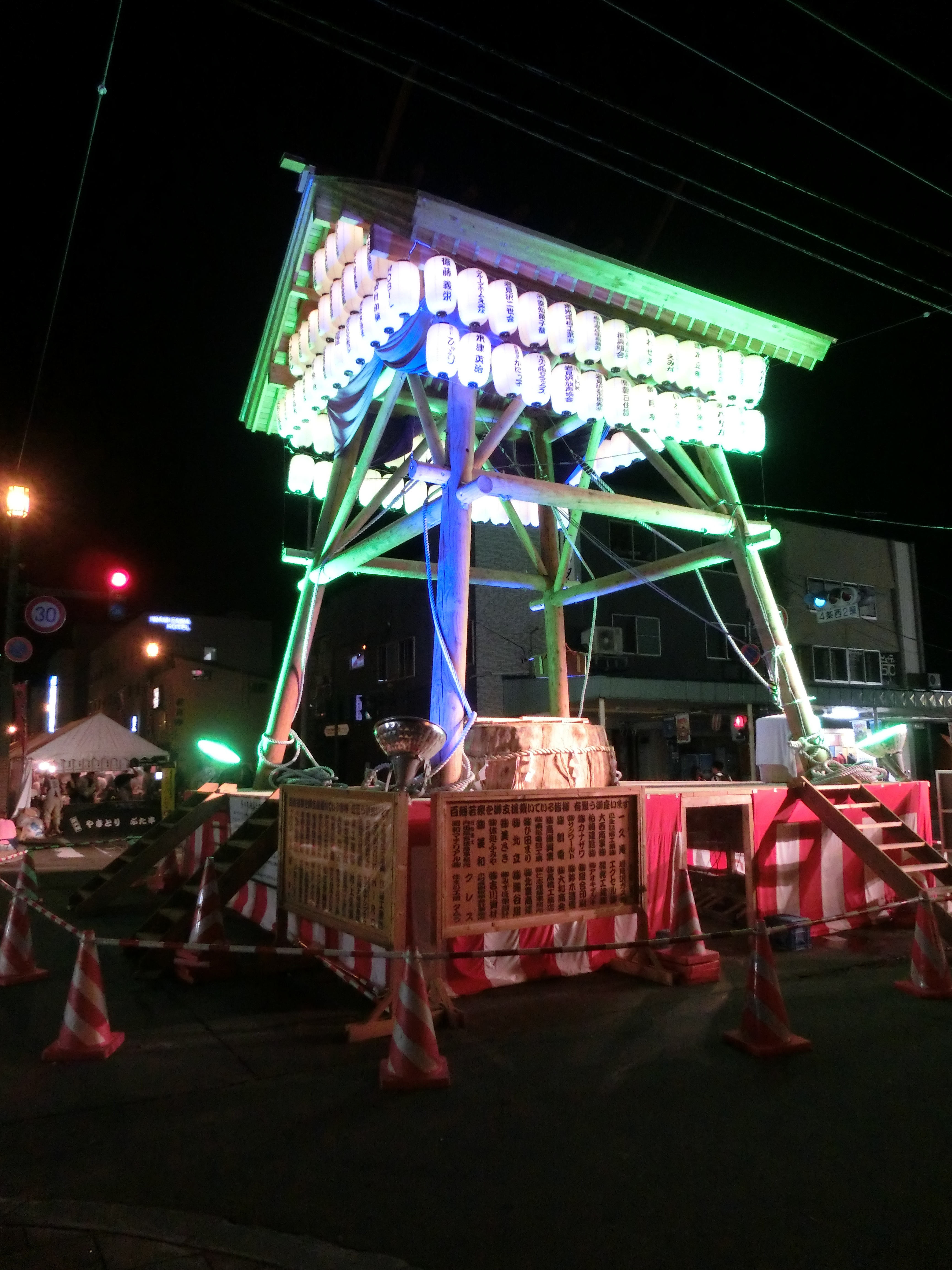
櫓のライトアップ（2015年9月撮影）
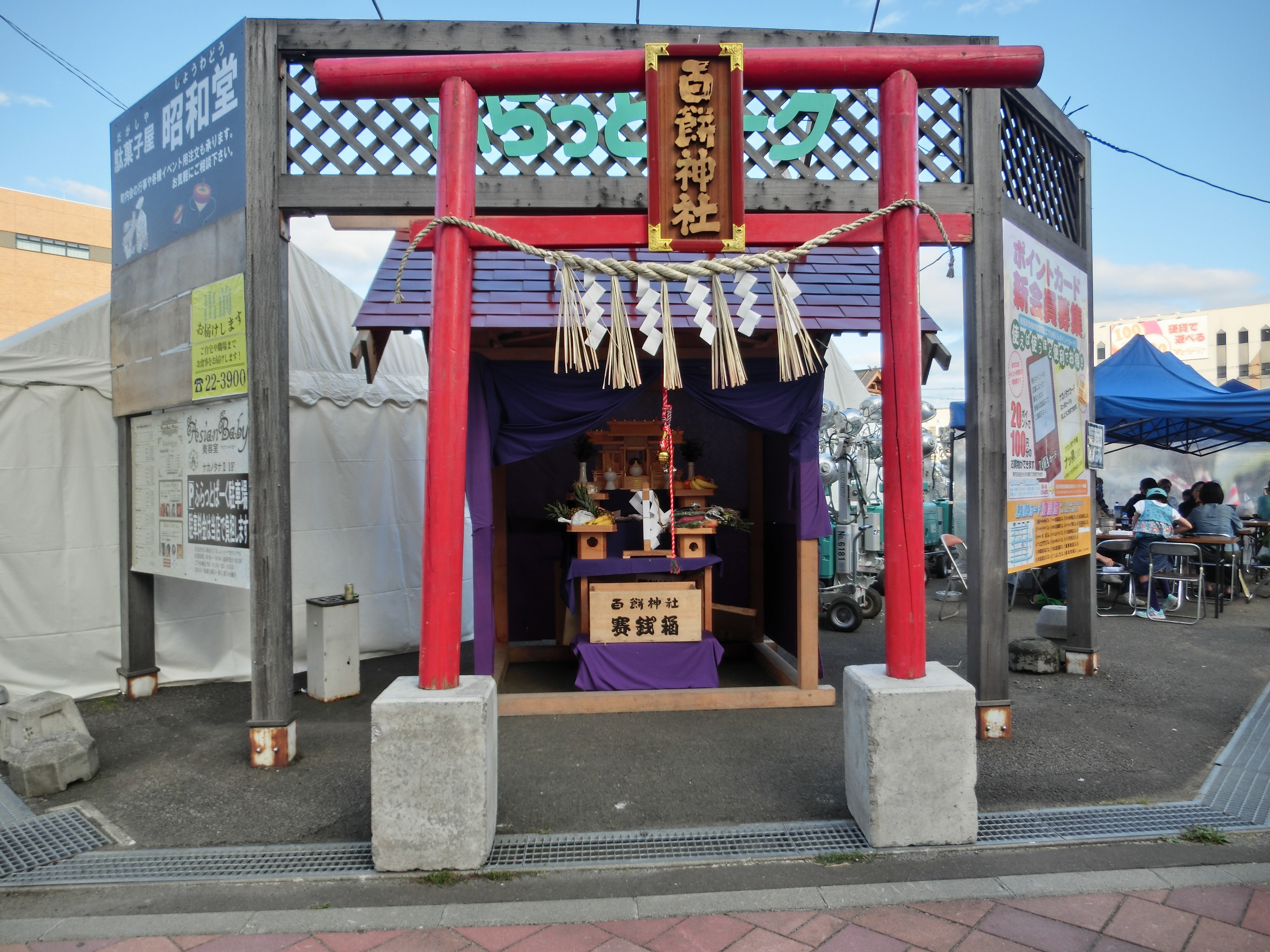
百餅神社（2015年9月撮影）

## 備考
- 開催期間中は4条通・栄（西2丁目）通の一部で交通規制が行われ、進入ができなくなる。路線バスも迂回運行となる。